# Heterochaenia ensifolia
Heterochaenia ensifolia là loài thực vật có hoa trong họ Hoa chuông. Loài này được (Lam.) A.DC. mô tả khoa học đầu tiên năm 1839.